# Marathi (volk)

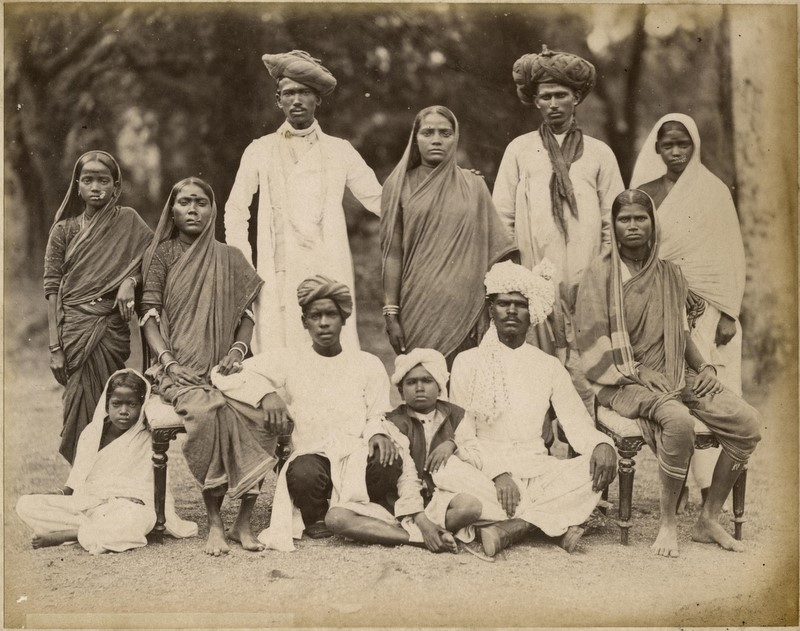
Marathi-familie (1880's)

Marathi (Marathi: मराठी) of Marathi’s zijn een Indo-Arische etnische groep die van oorsprong Marathi spreekt. De Marathi’s zijn afkomstig uit de deelstaat Maharashtra in West-Centraal-India. Verder wonen er relatief veel Marathi’s in de districten Belgaum en Karwar in Karnataka en in de deelstaten Goa, Gujarat en in delen van Madhya Pradesh. In de volkstelling van 2011 werden 83 miljoen etnische Marathi’s geteld (of 6,86% van de Indiase bevolking). De meeste van hen zijn hindoeïstisch, met kleinere aantallen moslims, christenen en jains.

## Geschiedenis
In de 17e eeuw kregen de Marathi’s een prominente rol toen de Maratha's, onder Chhatrapati Shivaji Maharaj, het Maratha-rijk vestigden, dat grotendeels werd ontstaan door het beëindigen van de Mughal-heerschappij.
- Nationale Bibliotheek van Tsjechië: ph117832